# Bruggenhoofd Gent

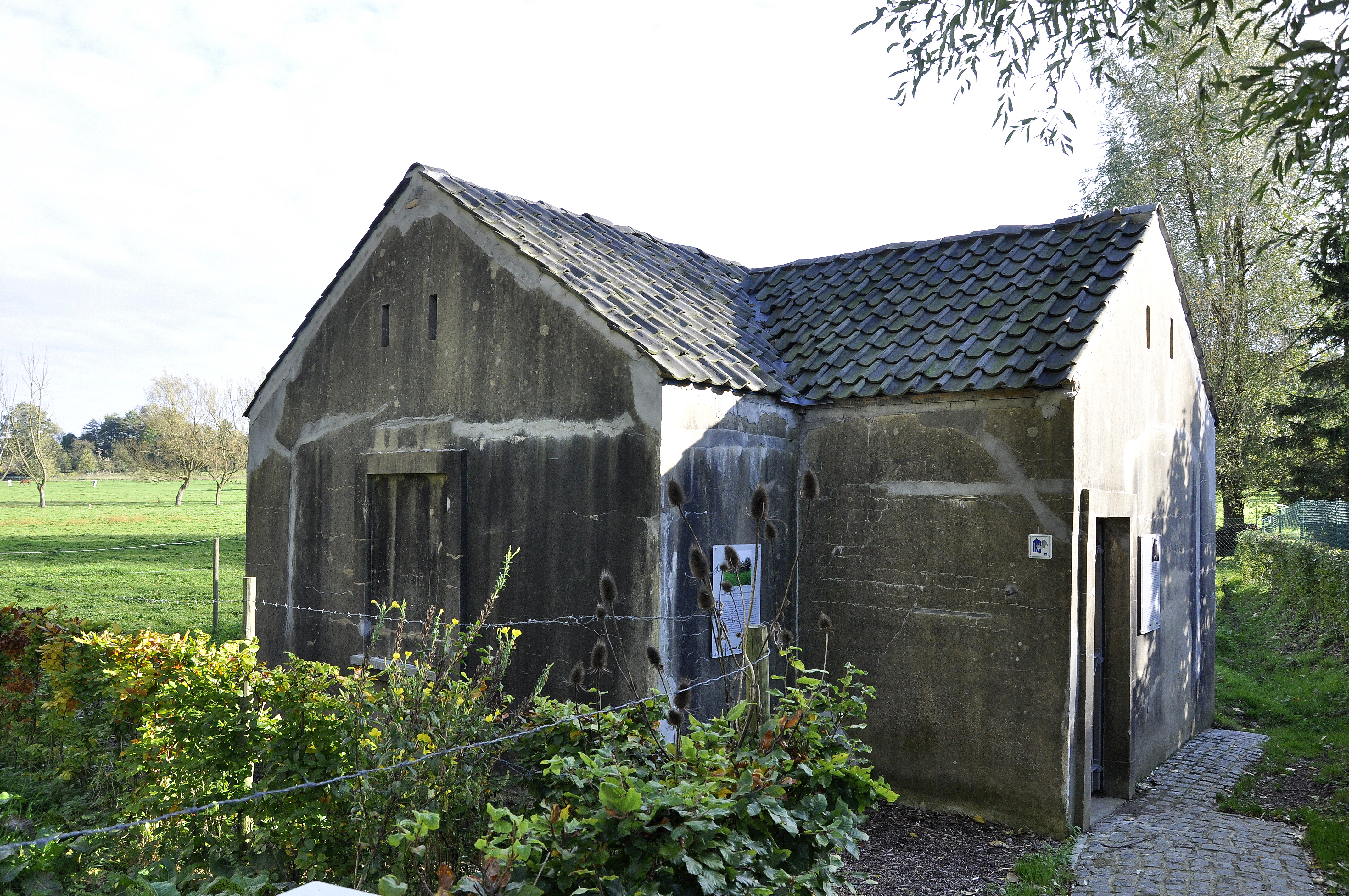
Bunker D14 van het Bruggenhoofd Gent in Munte, nu een schuilplaats voor vleermuizen

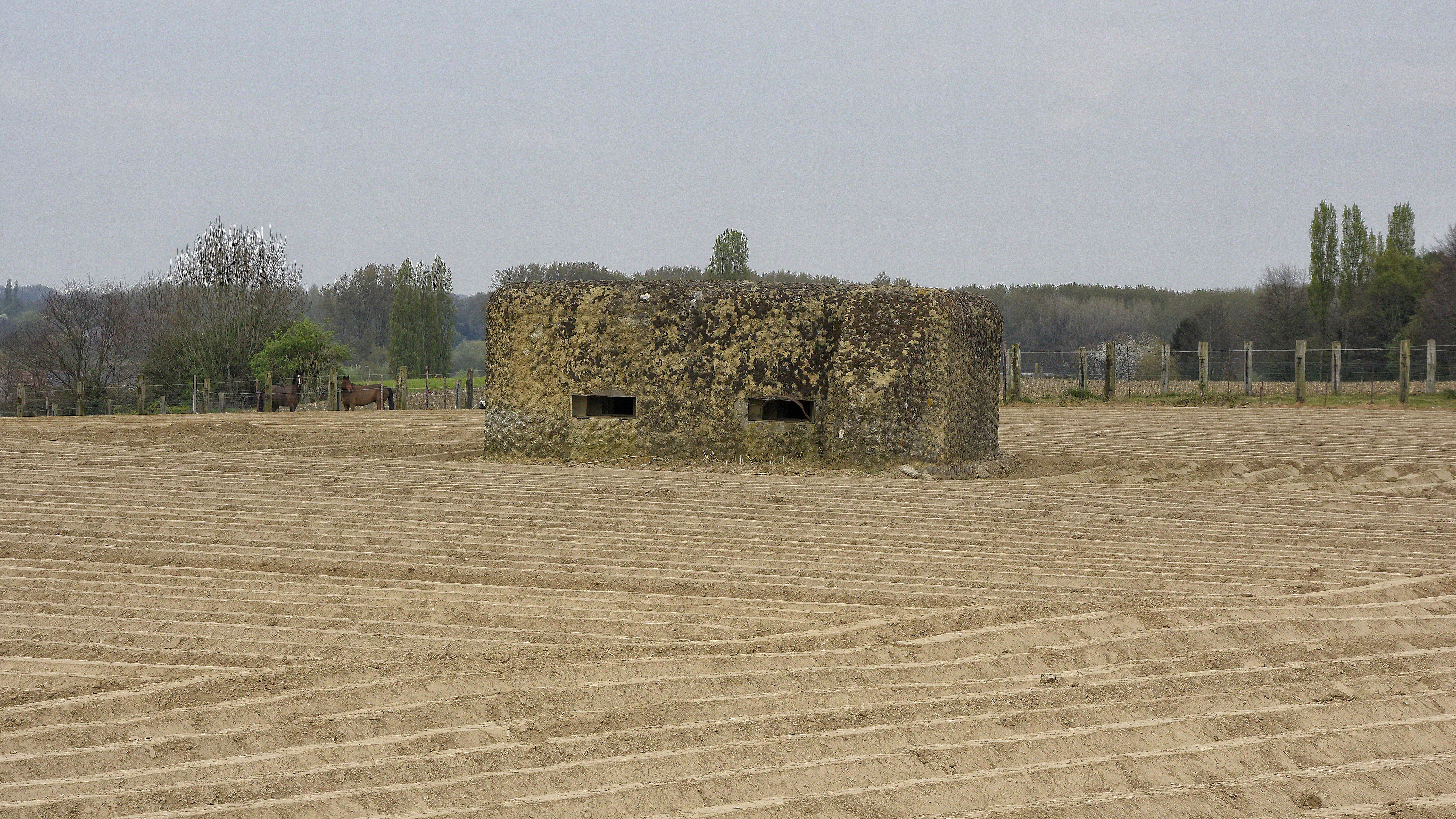
Een bunker van het Bruggenhoofd Gent in Munte

Het Bruggenhoofd Gent was een Belgische bunkerlijn gebouwd ten zuiden van de Belgische stad Gent en bestond in totaal uit 228 betonnen bunkers. Deze bunkers werden gebouwd toen in België nieuwe oorlogsdreiging voelbaar werd. Dit bruggenhoofd is beter bekend onder zijn Franse benaming Tête de Pont de Gand of T.P.G..

## De aanloop naar de Tweede Wereldoorlog
Tussen de Eerste en Tweede Wereldoorlog vernieuwde België een aantal forten (Luik, Namen en Antwerpen) en bouwde er een aantal bij. Het meest bekende nieuwe fort is het Fort van Eben-Emael. Tegen mei 1940 stonden er in het land ongeveer 2000 bunkers. Het grootste gedeelte was nieuw gebouwd, maar er waren ook Duitse bunkers uit 1914-1918 gerecupereerd en aangepast. Bruggenhoofd Gent maakte deel uit van het Belgisch nationaal verdedigingsnetwerk (zie ook de Stelling van Antwerpen en voor een zicht op de volledige context het Engelstalige wiki-artikel https://en.wikipedia.org/wiki/National_Redoubt_(Belgium)). Dit was de stelling die te allen tijde behouden zou moeten blijven om met steun van bevriende legers de aanvaller vervolgens terug te drijven. Dit nationaal reduit kwam vanaf de Antwerpse forten langs de Schelde tot in Kwatrecht, liep dan over de bunkerlijn van Bruggenhoofd Gent, die zuidelijk van Gent was gebouwd om de stad Gent te sparen, tot in Semmerzake en volgde dan verder de Beneden-Schelde. Er werd ook nog een doorsteek gebouwd van bunkers tussen de Schelde in Eke en de Leie in Astene. Anno 2023 bestaan er nog 182 van deze origineel gebouwde 228 bunkers. Deze liggen voor grote stukken verspreid in akkers en bossen maar ook hier en daar letterlijk tussen de bestaande bebouwing en langs waterlopen en wegen.
De modernisering en bouw van deze verdedigingswerken verschafte werkgelegenheid tijdens de Grote Depressie van de jaren dertig in de 20e eeuw. De oorspronkelijke plannen van 1928 voorzagen tussen Kwatrecht en Semmerzake de bouw van drie nieuwe forten maar deze plannen werden verworpen wegens te belastend voor de gronden waarop deze gebouwd zouden worden. De keuze viel uiteindelijk op de bouw van vijf forten in de vorm van clusters van bunkers kort bij elkaar.
Deze clusters Betsberg (22 bunkers), Muntekouter (25 bunkers), Semmerzake (13 bunkers), Eke (10 bunkers) en Astene (8 bunkers) werden dan onderling nog eens verbonden met courtines (verbindingslijnen) van bunkers om de tussengebieden te beveiligen. Dit omvatte op die manier nog eens bijkomend een voorlijn (46 voorliniebunkers, 16 vooruitgeschoven bunkers en 3 S-bunkers = 65 bunkers), een tussenlijn (23 tussenlinie bunkers en 16 commandobunkers = 39 bunkers) en een achterlijn (46 bunkers). Heel vaak waren de bunkers zodanig opgesteld dat ze onderling met hun vuursectoren elkaar kruisten zodat ze globaal wel een grotere vuursector hadden dan een enkele bunker op zich. 
De originele onteigeningen liepen van eind 1934 tot begin 1936 met enkele uitlopers tot in 1938. De bouw van de bunkerlijn vond plaats vanaf 1935 en was grotendeels op enkele uitzonderingen na afgewerkt in 1936. Twintig gemeentes kregen een aantal bunkers op hun grondgebied. Dit waren Astene, Nazareth, Eke, Semmerzake, Gavere, Baaigem, Vurste, Schelderode, Munte, Melsen, Bottelare, Lemberge, Scheldewindeke, Oosterzele, Moortsele, Gijzenzele, Landskouter, Gontrode, Melle en Kwatrecht.
De bunkers hadden verschillende functies en bouw:
- De weerstandsnesten Betsberg en Muntekouter waren in feite te beschouwen als forten, verdedigd in de 4 richtingen waarbij de bunkers zeer kort tegen elkaar stonden en zo de werking van een fort gingen imiteren.
- De Steunpunten Semmerzake, Eke en Astene waren gelijkaardig en konden beschouwd worden als redoutes (kleinere forten).
- De bunkers van de voorlinie (A-bunkers) stonden voor de kop van de helling om zo een zo groot mogelijk zicht over het terrein te hebben.
- Deze werd aangevuld met een aantal vooruitgeschoven bunkers waar het zicht van de voorlinie af en toe te beperkt was (AV-bunkers).
- Nog 3 S-bunkers vulden deze voorlijn aan op directe doorgangswegen naar Gent (twee langs de spoorweg Brussel-Oostende en een zware bunker S8 op de steenweg van Aalst naar Gent te Kwatrecht.
- De tussenlijn omvatten de commandobunkers (C-bunkers) en nog eens een aantal steunliniebunkers (D-bunkers). Deze moesten hun taak opnemen, mocht de voorlijn ergens doorbroken worden.
- B-bunkers vormden de laatste verdediging mocht de linie het begeven. Deze waren in feite nog een laatste vertragingsmanoeuvre.

Om deze bouwsels te verbergen voor de vijand werden ze goed geïntegreerd in het terrein of gecamoufleerd. In velden en bossen was dat vaak met een ruw stenen uiterlijk maar in de buurt van bebouwing was dit vaak in de vorm van kleine huisjes, elektriciteitscabines, boshutten, bijgebouwtjes bij hoeves,... Heel vaak zeer goed uitgewerkt zodat ze soms amper te onderscheiden waren van de gewone bewoning.
De nephuisjes kregen puntgevels en daken met pannen, leien of golfplaten. Ze hadden valse ramen en deuren met achter luiken verborgen schietgaten.
Het basiswapen in de bunkers was de mitrailleur. Daarnaast was er ook een beperkt aantal bunkers voor het opstellen van mobiele 47mm anti-tankkanonnen en ook nog enkele voor zwaarder 75 mm veldgeschut. Comfort in de bunkers was er amper. Er waren allicht slechts 2 bunkers op de linie die ooit voorzien werden van stroom. 

## Het bruggenhoofd in mei 1940
Bruggenhoofd Gent werd na het terugtrekken vanaf de KW-linie ten volle bezet in de zone tussen Kwatrecht en Semmerzake. De linie wist vanaf 20 mei 1940 tot de nacht van 22 mei 1940 stand te houden tegen zware Duitse aanvallen van de 56e Duitse infanteriedivisie. Echte strijd kende het bruggenhoofd Gent enkel in de zone Kwatrecht tot de oostrand van Betsbergebos. Over de rest van de linie tot in Semmerzake is er enkel sprake van schermutselingen maar geen echte aanvallen of zware Belgisch-Duitse contacten. In de nacht van 22 op 23 mei 1940 werd de linie die nochtans nog altijd verdedigbaar was van Belgische kant ontruimd en gewisseld voor een totaal niet uitgebouwde stelling langs de Leie en het afleidingskanaal van de Leie (Schipdonkkanaal). De linie was tot dat moment wel zwaar bevochten maar was nog nergens volledig doorbroken. Ze werd verlaten omdat ten zuiden van Oudenaarde de Scheldestelling doorbroken was. Hierdoor dreigde het Belgische leger achter Bruggenhoofd Gent en meer noordelijk langs het kanaal Gent-Terneuzen omsingeld te geraken. Voor de Belgische soldaten was het verlaten van de stelling niet echt motiverend. Het was de 2e keer dat ze een goed verdedigbare stelling die in feite niet gevallen was, dienden te verlaten. De eerste keer deed zich dit al voor aan de KW-linie. Duitse troepen zouden nog op 23 mei 1940 aan de randen van Gent staan.